# Sant Martí de Caselles
Sant Martí de Caselles és una església del municipi d'Organyà inclosa en l'Inventari del Patrimoni Arquitectònic de Catalunya.

## Descripció
Edifici religiós adossat a la casa Caselles. És de nau rectangular coberta amb volta i té una porta d'arc de mig punt, oberta als peus de la nau. La façana està rematada amb un campanar de cadireta d'un sol ull. L'edifici està construït amb maçoneria i després arrebossat.
Actualment és aixoplugat per un ample ràfec de la teulada de la masia, sostingut per pilars de secció quadrada que sobrealcen un dels murs laterals de la nau.

## Història
No hi ha clares referències històriques sobre l'església, mentre que la casa és documentada en diversos documents. L'any 1071 hi ha documentada la donació d'un alou amb les seves cases i terres, situat "in valle Kapudensi, in apendicio Sancti Martini de Kastes...". No sembla que es pugui identificar aquest "Sancti Martini de Kastes" amb l'actual Sant Martí de Caselles, però potser podria tractar-se del mateix indret.
En el "Spill" del vescomtat de Castellbò, el mas de les "Cazelles", habitat per Pere de les Cazelles, s'incloïa a la batllia de Nargó, dins el quarter d'Organyà. L'any 1860 es documenta dins el terme d'Organyà la masia de les Caselles, on es diu passà la nit el comte d'Espanya abans de ser assassinat.